# Francis Fulford (évêque)
Pour les articles homonymes, voir Fulford.
Francis Fulford, né en 1803 à Sidmouth (Angleterre) et décédé en 1868 à Montréal, fut le premier évêque anglican de Montréal. 
Sous son épiscopat (1850-1868), il consacre la Cathédrale Christ Church de Montréal en juin 1867. 
Il officie le mariage de John A. Macdonald à Londres (Angleterre) en 1867. 
De plus, il est le principal fondateur de l'Art Association of Montreal (ancêtre du Musée des beaux-arts de Montréal). 

## Honneur
- On nomme la rue Bishop de Montréal en 1887 pour rappeler son ordination épiscopale en 1850
- Fulford, un hameau situé dans la ville de Lac-Brome est nommé en son honneur[1]

## Source
- La mémoire du Québec
- Georges-Hébert Germain, Un musée dans ma ville. Une histoire du Musée des beaux-arts de Montréal, 2007, 270 p.

1. ↑  Pierre-Georges Roy, Noms géographiques de la province de Québec, Lévis, La Cie de Publication Le Soleil, 1906, 520 p. (lire en ligne), p. 168